# Miguel Díaz de la Peña
Miguel Díaz de la Peña (San Miguel de Tucumán, 25 de abril de 1795 - San Miguel de Tucumán, 2 de marzo de 1855) fue un hacendado y político argentino, jefe ideológico del partido unitario y dos veces gobernador de la provincia de Catamarca en las década de 1820 y 1830. Fue uno de los principales responsables de la primera guerra entre unitarios y federales en el interior del país.

## Primeras armas en política
Fue el III Mayorazgo de Huasán, vínculo fundado por su tío bisabuelo, el general Luis José Díaz en 1768, en Andalgalá, provincia de Catamarca. Era hijo de Marcelo Antonio Díaz de la Peña Ramírez y Ahumada, II° Mayorazgo de Huasán (Andalgalá, 1765 - Andalgalá, 1822), y de la tucumana Josefa Celestina de Figueroa y Ceballos (1771-1847); descendiente directo por su madre de los conquistadores españoles Juan de Garay, Jerónimo Luis de Cabrera, Diego de Villarroel y Juan Ramírez de Velasco, entre otros destacados personajes de la conquista española en el Río de la Plata y en el Tucumán. Era primo del después general Lamadrid, que pasó en la finca de sus tíos Manuel de la Madrid y Bonifacia Díaz de la Peña, en Andalgalá, una parte de su infancia. Tuvo una educación limitada a la que se podía obtener en los conventos de una pequeña ciudad, pero comparativamente brillante para su época. La casa de su familia en la ciudad de San Fernando era la antigua residencia y colegio de los jesuitas.
No tuvo participación política alguna hasta después de la Declaración de la Independencia. En 1818 fue elegido diputado al que había sido el Congreso de Tucumán, en esa época establecido en Buenos Aires, y fue uno de los diputados que sancionó la Constitución Argentina de 1819.
Se opuso a la República de Tucumán fundada a principios de 1820 por Bernabé Aráoz, y apoyó al primer gobernador de Catamarca, Nicolás Avellaneda y Tula, abuelo del futuro presidente argentino. Por un tiempo fue diputado provincial, y tuvo buenas relaciones con el gobernador federal Eusebio Gregorio Ruzo.

## El Congreso y el primer gobierno
Fue elegido diputado al Congreso General de 1824. Desde la capital dirigió la política del partido opositor al gobierno, y estuvo en permanente contacto con el coronel Lamadrid. Como resultado secundario de una comisión oficial encargada por el presidente Bernardino Rivadavia, regresó a Catamarca a mediados de 1825. Allí organizó la revolución que, elecciones y tratados de por medio, le dio el gobierno al coronel Manuel Antonio Gutiérrez en julio de 1825. Éste era un jefe militar autónomo, pero en lo político, era prácticamente un instrumento de Díaz de la Peña.
Gutiérrez había alcanzado el gobierno por medio de un acuerdo con su rival federal, coronel Marcos Antonio Figueroa, con la mediación del caudillo riojano Facundo Quiroga. Pero violó el acuerdo e hizo fusilar al coronel Manuel Figueroa Cáceres, hermano de aquel.
Por esa misma época, el coronel Lamadrid fue enviado a su provincia, Tucumán, a reunir voluntarios para la guerra del Brasil. A mediados de su comisión, se dirigió a Catamarca, donde exigió también la entrega de un contingente de voluntarios. Pero Díaz de la Peña le hizo cambiar de idea, y lo convenció de que regresara a Tucumán, para derrocar al gobernador Javier López, responsable de la muerte de su tío, el coronel Bernabé Aráoz (se debe recordar, además, que Catalina Aráoz, hermana de Bernabé era la esposa de Juan José de la Madrid y Díaz de la Peña, primo hermano de ambos). Exactamente eso fue lo que hizo Lamadrid, que a continuación se hizo elegir gobernador de Tucumán.
Poco después, Figueroa atacó a Gutiérrez desde La Rioja, donde había recibido ayuda de Quiroga. Díaz de la Peña llamó en auxilio de Gutiérrez a Lamadrid, que derrotó a Figueroa al frente de los cuerpos que había formado para la Guerra con el Brasil, y que nunca llegarían a ese destino.
Hasta ese momento, el asunto había sido entre catamarqueños, pero Facundo Quiroga respondió a la ayuda tucumana a Gutiérrez con un ejército riojano para ayudar a Figueroa. La guerra civil se encendía de nuevo, después de casi un lustro de relativa paz.
Quiroga invadió Catamarca y derrocó a Gutiérrez, y enseguida atacó y derrotó a Lamadrid en Tucumán.
Díaz de la Peña regresó a Buenos Aires y se reincorporó al Congreso, reclamando ayuda para la guerra civil que él mismo había provocado. Votó la constitución unitaria de 1826.

## Segundo gobierno
Regresó a su provincia después de la renuncia de Rivadavia a la presidencia, y se dedicó a organizar sus explotaciones rurales y mineras, dejándolas en manos de un inglés de apellido Black, que sólo tenía empleados ingleses. Por su parte, él se dedicó a la política: con la protección de Lamadrid, se hizo elegir gobernador en octubre de 1827. Al poco tiempo, Quiroga invadió por segunda vez Catamarca, donde derrocó a Díaz de la Peña. Enseguida venció y expulsó del país a Lamadrid.
Tras un exilio de algunos años en Bolivia, Díaz de la Peña regresó a Tucumán hacia 1829, bajo la protección de Lamadrid, que después de la batalla de Oncativo lo hizo elegir gobernador de Catamarca. Asumió el cargo en abril de 1830, y todo su esfuerzo estuvo dedicado a apoyar la Liga del Interior y al ejército del general Paz.
Fue derrocado en septiembre del año siguiente, como resultado de la victoria de las fuerzas de Facundo Quiroga en su ataque hacia el norte, que poco después le permitiría derrotar definitivamente a Lamadrid en la batalla de La Ciudadela.
Se exilió en Bolivia durante muchos años, y se sabe muy poco de su vida en el exilio, salvo que se le atribuye la paternidad de varios hijos naturales.
Regresó a Tucumán hacia 1854, y fue nombrado ministro general por el gobernador unitario José María del Campo, según este lo comunicara a su par catamarqueño Sinforeano Lascano el 2 de agosto de ese año.

## Fallecimiento y descendencia
Poco antes de morir, el 10 de enero de 1855, otorgó poder especial a Don Pedro Nolasco Costas, vecino de Potosí, para contraer matrimonio en su nombre con Doña Josefa de Cabero y Marín con el propósito de legitimar a su hija Elisa Diáz de la Peña Cabero habida de dicha unión y asegurar de este modo la sucesión al vínculo del Mayorazgo de Huasán.
Miguel Díaz de la Peña falleció en San Miguel de Tucumán «como de improviso a la edad de sesenta años» el 1º de marzo de 1855.
Su hija Elisa, nacida en 1838 en Sucre y legitimada por poder en 1855, heredó el extinto Mayorazgo de Huasán —los mayorazgos habían sido prohibidos por la Constitución de 1853— que estaba compuesto por enormes latifundios en Andalgalá, el valle de Singuil y Antofagasta de la Sierra, además de importantes bienes inmuebles en las ciudades de Catamarca y San Miguel de Tucumán. Para 1855 Elisa contrae matrimonio en el rito anglicano, en la ciudad de Chiquisaca, Bolivia, con el caballero inglés Henry Algernon Percy, hijo morganático de Algernon Percy, diplomático Británico, de cuya unión nació su hija Henrietta.  Separada de su primer esposo que retornara a Inglaterra alrededor de 1856, se casó en el rito católico a finales de 1856 en Catamarca, Argentina, con Henry James Priestly (o  Priestley-Wallace), un médico nacido en Irlanda que se formó en Philadelphia y ejerció en Argentina desde 1856 hasta fines de la década de 1860. Para 1857 el Dr. Priestley aparece como padre adoptivo de Henrietta. En 1858, Elisa vendió Singuil al futuro gobernador Samuel Molina, y cuatro años más tarde Hilario Molina inició juicio por el conjunto de las posesiones del antiguo Mayorazgo; tras dos sentencias, una a favor y otra en contra, y antes de la resolución final de la Corte Suprema, los Molina y los Díaz de la Peña Priestley acordaron el reparto de los bienes que aún no habían sido vendidos por los Molina. El Mayorazgo de Huasán pasó en 1888 como título honorario a Enriqueta Priestley Diaz de la Peña de Cello –hija de Elisa, nacida en Huasán en 1857 y bautizada en Catamarca el 28 de abril de 1859 y esposa de Gerónimo Cello– última que usó ese título.